# Schnörleinsmühle
Schnörleinsmühle ist ein Gemeindeteil der Gemeinde Mistelbach im Landkreis Bayreuth (Oberfranken, Bayern). Schnörleinsmühle liegt in der Gemarkung Mistelbach.

## Geografie
Der Weiler liegt am linken Ufer der Mistel und bildet mit Mistelbach im Westen eine geschlossene Siedlung.

## Geschichte
Schnörleinsmühle gehörte zur Realgemeinde Mistelbach. Gegen Ende des 18. Jahrhunderts bestand Schnörleinsmühle aus einem Anwesen. Die Hochgerichtsbarkeit stand dem bayreuthischen Stadtvogteiamt Bayreuth zu. Die Grundherrschaft über die Mühle hatte das Gotteshaus Bayreuth.
Von 1797 bis 1810 unterstand der Ort dem Justiz- und Kammeramt Bayreuth. Mit dem Gemeindeedikt wurde Schnörleinsmühle dem 1812 gebildeten Steuerdistrikt Gesees und der zugleich gebildeten Ruralgemeinde Mistelbach zugewiesen.

### Einwohnerentwicklung
| Jahr      | 001822 | 001861 | 001871 | 001885 | 001900 | 001925 | 001950 | 001961 | 001970 | 001987 | 002022 |
| Einwohner | 6      | 8      | 10     | 11     | 8      | 7      | 9      | 12     | 11     | 15     | 8      |
| Häuser    | 1      |        |        | 1      | 1      | 1      | 2      | 2      |        | 3      |        |
| Quelle    | [ 6 ]  | [ 9 ]  | [ 10 ] | [ 11 ] | [ 12 ] | [ 13 ] | [ 14 ] | [ 15 ] | [ 16 ] | [ 17 ] | [ 1 ]  |

## Religion
Schnörleinsmühle ist evangelisch-lutherisch geprägt und nach St. Bartholomäus (Mistelbach) gepfarrt.